# Szeszkowo
Szeszkowo (mac. Шешково) – wieś w południowej Macedonii Północnej, terytorialnie i administracyjnie należąca do gminy Kawadarci. Według stanu na 2002 rok jej liczebność wynosiła 4 mieszkańców.

położenie wsi na mapie gminy

Według danych ze spisu powszechnego przeprowadzonego w 2002 roku, wieś Szeszkowo zamieszkiwały 4 osoby deklarujące następującą narodowość: 
- Macedończycy – 4 (100%)